# Callistemon brachyandrus
Callistemon brachyandrus là một loài thực vật có hoa trong Họ Đào kim nương. Loài này được Lindl. mô tả khoa học đầu tiên năm 1849.